# Mostri ammalati
Mostri ammalati (Monstres malades) è un libro illustrato di Emmanuelle Houdart. Vincitore del premio Fiction al BolognaRagazzi Award 2005, l'opera si presenta come un incrocio fra uno scherzoso manuale di medicina ed un bestiario, incentrato sulle figure dei mostri spaventa-bambini.
Il libro presenta mostri tradizionali (l'orco, la strega, lo yeti..) disegnati con uno stile grottesco, "infantile", surreale, a tratti quasi inquietante.
La parte scritta è altrettanto fantasiosa, piena di giochi di parole e battute divertenti.
(Vedi la storia famigliare della mosca tze-tze).

## Edizioni
- Emmanuelle Houdart, Mostri ammalati, Editrice il Castoro, 2005,  p. 40, ISBN 88-8033-345-3.